# توتو (فرقة)
توتو هي فرقة روك أمريكية تشكلت عام 1977 في لوس أنجلوس، كاليفورنيا. يجمع Toto بين عناصر موسيقى البوب والروك والروح والفانك والبروغريسيف روك وهارد روك و R & B والبلوز والجاز. بعد إصدار 14 ألبوم استوديو وبيع أكثر من 40 مليون سجل في جميع أنحاء العالم، تلقت المجموعة عدة جوائز جرامي وتم إدخالها في قاعة مشاهير ومتحف الموسيقيين في عام 2009.
ديفيد بايش (لوحات المفاتيح ، غناء) وجيف بوركارو (طبول) قد عزفوا معًا كموسيقيين جلسة في عدة ألبومات وشكلوا الفرقة ؛ تم تجنيد ديفيد هونغيت (باس)، وستيف لوكاثر (جيتار) ، وستيف بوركارو (لوحات المفاتيح ، والغناء) ، وبوبي كيمبال (غناء) قبل إصدار الألبوم الأول الذي يحمل اسم الفرقة في عام 1978. وبقيادة أفضل 5 أغاني فردية "Hold the Line" ، جذب الألبوم انتباه الفرقة ، على الرغم من أنه كان ألبومهم الرابع Toto IV (1982) الذي جذب انتباههم عالميًا. تصدرت "إفريقيا" قائمة Billboard Hot 100 ، بينما وصلت "Rosanna" إلى المرتبة الثانية ، مما ساعد توتو على أن تصبح واحدة من أكثر الفرق الموسيقية مبيعًا في عصرهم.

## وصلات خارجية
- الموقع الرسمي
- توتو على موقع IMDb (الإنجليزية)
- توتو على موقع ميوزك برينز (الإنجليزية)
- توتو على موقع أول ميوزيك (الإنجليزية)
- توتو على موقع ديسكوغز (الإنجليزية)